# 高棟
高棟（1580年—1615年），字隆吉，號滏生，直隸廣平府曲周縣人，民籍。

## 生平
庚辰十二月初七日生，行一，治《詩經》，由增生中式丙午鄉試一百十六名舉人，年三十歲中式萬曆三十八年庚戌科會試二百五十九名，第二甲第四十一名進士。刑部觀政，四十年授戶部河南司主事，四十一年被論降職，四十三年卒。

## 家族
曾祖高天祿；祖高繼宗；父高好問，行唐縣教諭；母魏氏；繼母張氏。永感下。弟標（生員）；楨（生員）；梓；櫂；栖。